# فردی بواش
فردی بواش (انگلیسی: Freddy Buache; ۲۹ دسامبر ۱۹۲۴ – ۲۸ مهٔ ۲۰۱۹) روزنامه‌نگار، منتقد سینما و آرشیویست اهل سوئیس بود.
وی مدیر ارشد سینماتک سوئیس بود.
ژان لوک گدار از بواش به عنوان پدر معنوی خود یاد کرده بود.